# Epopeya de Siri

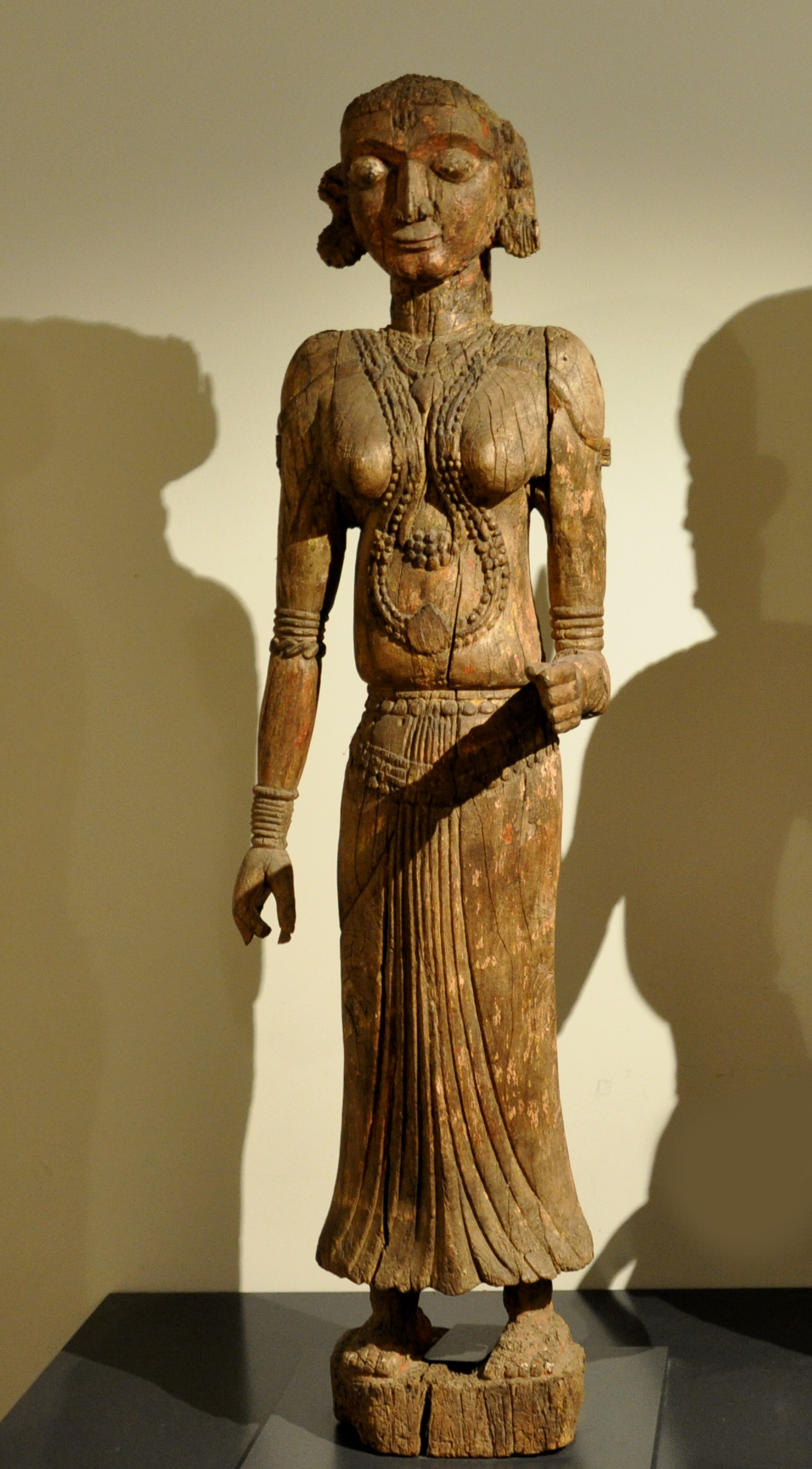
Abbaga Daraka en el Museo Rietberg en Zúrich, Suiza

La Epopeya de Siri,  Siri Sandhi también Siri Paddana es un relato épico en el idioma tulu. Consta de 15.683 líneas de poesía y es el poema más largo de Tulu. La epopeya es esencialmente una biografía de la legendaria princesa Bunt, Siri Alvedi, y se expande para describir el destino de su descendencia: su hijo Kumara, su hija Sonne y sus nietas Abbage y Darage.
La epopeya declara la divinidad de Siri y también la de su progenie. Siri es adorada como una Daiva (semidiosa) en la región de Tulu Nadu, en el suroeste de la India, en templos conocidos como Adi Alade. Siri es la deidad patrona del pueblo Tulu. Su culto masivo transgrede las líneas de casta y etnia. La Epopeya de Siri, aunque en tulú, es muy conocida en las poblaciones de habla kannada de Tulu Nadu y sus alrededores. Se recita en partes en un estilo muy ritual durante el festival anual de Siri Jatre  y el festival masivo llamado Dayyol. El recitado completo de la epopeya dura cerca de 25 horas.

## Resumen de la trama
Según la leyenda, existía un principado de Sathyanapura cuyo gobernante era un anciano Bunt de linaje Arya Bannaya Bali llamado Bermanna Alva (Alupas). Se había retirado a su mansión de Majaluttu Beedu por depresión tras la muerte de su esposa y su única hija. Annu Shetty, hijo de un tal Shankar Alva, un pariente suyo, gestionaba los asuntos del principado en su nombre. La preocupación constante de Bermanna era la falta de un heredero adecuado para su trono. Deseaba un heredero y rezaba a Brahma. Brahma, disfrazado de brahmán, visitó a Bermanna y le dijo que su actual estado de tristeza se debía a que había descuidado el culto a su deidad ancestral, cuyo templo yacía en ruinas en el pueblo de Nidgal. 
Siguiendo el consejo de Brahma disfrazado, Bermanna fue a Nidgal, renovó el templo de su deidad ancestral y realizó ceremonias de puja. Volvió a casa con el Prasadam - flores de nuez de areca y pasta de sándalo. De la noche a la mañana, el Prasadam se convirtió mágicamente en una niña. Bermanna, al darse cuenta de que el bebé era un regalo del propio Brahma, la crio como si fuera su propia hija llamándola Siri. Siri creció y se convirtió en una hermosa doncella. Kantha Poonja, un señor feudal menor de Basrur Feudo de Beedu anhelaba casarse con ella. Su madre Sankari Poonjedi arregló el matrimonio de su hijo con Siri prometiendo a Bermanna Alva que Kantha Poonja se ocuparía de la administración de ambos principados (Majaluttu Beedu y Basrur Beedu) sin diferencia de rango. Tras su matrimonio, Siri no tardó en quedarse embarazada. En el séptimo mes, se celebra la ceremonia de fiesta de nacimiento (Bayake). Kantha Poonja va a un pueblo vecino a comprar un costoso sari para ella. De camino a casa, Kantha Poonja visita a su amante, una prostituta llamada Siddu. Siddu, al ver el precioso sari, se lo prueba a la fuerza a pesar de la desaprobación de Kantha Poonja. Kantha Poonja le ordena que se quite el sari inmediatamente y lo doble de nuevo, ya que era un regalo para su mujer. El día de la fiesta del bebé (Bayake), Siri se niega a aceptar el sari que le ha traído Kantha Poonja, diciendo que antes había adornado a una prostituta. Kantha Poonja se enfurece y le guarda rencor a Siri por haberle insultado delante de sus invitados. Bermanna Alva intenta apaciguar a la pareja y luego la lleva de vuelta a Sathyanpura para el parto según la costumbre imperante. Siri pronto da a luz a un niño llamado Kumara. Bermanna envía el mensaje del nacimiento a Basrur pero nadie -ni Kantha Poonja ni su madre- responde. 
Pronto muere Bermanna Alva. Se produce una batalla sucesoria entre Siri y Annu Shetty por el trono de Sathynapura. Kantha Poonja conspira contra Siri uniéndose a Annu Shetty. La disputa por la sucesión se lleva a un consejo de ancianos que son sobornados por Kantha Poonja para que decidan en contra de Siri. Siri, al darse cuenta de la conspiración, maldice con sus poderes divinos a su marido Kantha Poonja para que sus tierras sean estériles y su clan no tenga hijos. A través de sus poderes divinos también quema la mansión de Majaluttu Beedu que ahora estaba bajo la posesión de Annu Shetty. Pronto abandona Satynapura acompañada de su hijo Kumara y una sirvienta Daru y se dirige al bosque de Bola. Ella realiza varios milagros en su viaje al bosque de Bola. Mientras tanto, Siri pierde a su hijo y a Daru, la sirvienta que la acompañaba desde Satyanapur. Pronto conoce a los reyes gemelos de Bola, Kariya Kaasinghe y Boliya Deesinghe, que al oír su tragedia se compadecen de ella y la aceptan como hermana adoptiva. También organizan su matrimonio con Kodsar Alva, del feudo de Kotradi (Kotrapady Guthu). Este matrimonio resulta ser feliz y da a luz a una hija llamada Sonne, tras lo cual exhala su último aliento antes de declarar que cualquiera que la adore tendrá abundancia en su vida y se curará de varias enfermedades.
La segunda parte de la historia trata de la hija de Siri, Sonne, que está casada con un tal Guru Marla. La pareja no tiene hijos después de muchos años de matrimonio. Hacen un voto a Brahma de que si tienen hijos los dedicarán al culto de Brahma. Con el tiempo, Sonne se queda embarazada y da a luz a dos gemelas, Abbage y Darage. Sonne y Guru Marla olvidan el voto hecho a Brahma. Un día Brahma se presenta ante ellos disfrazado de astrólogo. Predice que,Si olvidáis vuestro voto, tendréis problemas o os meteréis en líos. Dios puede retirar su bendición. Guru Marla se enfada por esta predicción y le dice al astrólogo que se vaya de su casa inmediatamente. Un día, Sonne y Guru Marla tienen que salir de su casa para ir a trabajar. Antes de salir, guardan el juego de la Cenne en una caja y la cierran con llave. Lo hacen porque saben que las chicas suelen pelearse mientras juegan. Cuando se van, Brahma llega a su casa disfrazado de brahmán y abre la cerradura para sacar el juego Cenne (una variante tamil del mancala). Les dice a las niñas Abbage y Darrage que lo jueguen. Pronto las niñas comienzan a discutir por el juego y en un ataque de ira una de ellas golpea a la otra violentamente en la cabeza con el tablero de madera que se utiliza para jugar. La niña sucumbe a sus heridas y muere. Al darse cuenta, la otra gemela también se suicida saltando al pozo. Sonne y Guru Marla regresan a casa y se preocupan al no encontrar a sus hijas. Brahma, disfrazado de brahmán, se presenta ante ellos y les dice: "Como no habéis cumplido vuestro voto, el dios ha retirado su bendición". Luego desaparece.